# Belleroche
Belleroche település Franciaországban, Loire megyében. Lakosainak száma 313 fő (2022. január 1.). Belleroche Azolette, Poule-les-Écharmeaux, Propières, Ranchal, Belmont-de-la-Loire és Saint-Germain-la-Montagne községekkel határos.

## Népesség
A település népességének változása:
| Lakosok száma | 346  | 284  | 232  | 251  | 290  | 309  | 312  | 314  | 314  | 313  |
|               | 1968 | 1982 | 1990 | 2006 | 2013 | 2015 | 2017 | 2019 | 2020 | 2022 |